# Bulcke Finger
De Bulcke Finger of de Bulckevinger is een opvallende vingervormige rotsnaald op een hoogte van 700m op de Bulckeberg op Brabanteiland in de Palmerarchipel van Antarctica. De rots ligt op de westelijke flank van de berg naast de Duperré Bay.
De namen voor de berg en de bijbehorende rotsnaald werden gegeven door ontdekkingsreiziger Adrien de Gerlache. Hij deed dit als dank voor de sponsoring van de Belgische Antarctische expeditie van 1897-1899 door de Antwerpse reder August Bulcke.